# Heinrich Moritz Willkomm
Heinrich Moritz Willkomm (29 de junio de 1821 - 26 de agosto de 1895) fue un insigne botánico y geógrafo alemán, que adquirió un gran prestigio en su época sobre todo por sus grandes aportes en el campo de la Sistemática vegetal, además de ser un gran divulgador en el terreno de la Patología Vegetal, Geografía y Jardinería.
Es sobre todo conocido por ser el autor junto al botánico danés John Lange del Prodromus Florae Hispanicae..., que vio la luz entre los años 1861 y 1880 y que aún hoy es considerada la mejor contribución de su género para la península ibérica.

## Biografía
Nacido en la ciudad de Herwigsdorf, cerca de la ciudad sajona de Zittau (sita en el extremo sudoriental de la actual Alemania, cerca de la frontera con Polonia y República Checa), fue el menor de ocho hijos del matrimonio entre Amalia Tugendreich Bergmann y Karl Gottlob Willkomm, este último pastor protestante en Herwigsdorf y muy conocido en aquella época por sus escritos teológicos.
Su delicada salud en su infancia, durante su periodo de formación en el Gymnasium de Zittau, hizo que el joven Willkomm se aislara de su entorno, desarrollando un profundo interés hacia su entorno natural, y en especial atención por las plantas.
En 1841 ingresa en la Universidad de Leipzig donde comienza sus estudios de Medicina y Ciencias Naturales con el objetivo de seguir profundizando en su interés por las Ciencias Naturales y en especial por la Botánica. Es expulsado antes de terminar sus estudios de Medicina por pertenecer a la ilegal Asociación Estudiantil (Burschenschaft). Sin embargo, un profesor de dicha universidad, con el que había colaborado previamente, le encarga un viaje de herborización por Suiza, sudoeste de Francia, sur de España y el Algarve; lo que permitió a Willkomm contactar con la rica y muy mal conocida flora de la península ibérica, y que a partir de entonces constituiría el objetivo principal de sus investigaciones y sus publicaciones más importantes.
Tras este primer viaje de dos años de duración, regresa a Leipzig donde abandona la idea de hacerse médico y aborda los estudios de Ciencias Naturales ahondando en campos tan diferentes como Geografía Física, Geología, y Meteorología.
Tras doctorarse en Filosofía por la Universidad de Leipzig en 1850, regresa a la península ibérica donde durante 9 meses recorre el centro y el norte de España.
De nuevo de vuelta en Leipzig donde es nombrado Profesor, además de contraer matrimonio con Clara Angelica Contius (con la que tiene 6 hijos).
Desde 1855 a 1868 ejerce como catedrático de Historia Natural en la Real Academia Forestal de Tharandt (Población sajona cercana a Dresde) realizando numerosas expediciones por Holanda, Dinamarca, Suecia o Alemania; abordando además su proyecto más ambicioso, la publicación, en colaboración con el botánico danés John Lange, de Prodromus Florae Hispanicae seu synopsis methodica omnium plantarum in Hispania sponte nascentium vel frequentos cultarum quoe inortuerunt, fruto principalmente de los viajes del botánico sajón a la península ibérica.
Posteriormente, entre los años 1868 y 1871 desempeña el cargo de catedrático de Botánica de Dorpat (conocida actualmente como Tartu en la actual Estonia) por ofrecimiento del Gobierno ruso.
En 1873 realiza su tercer y último viaje a la península ibérica y Baleares. A su regreso se traslada a Praga donde ocuparía el cargo de profesor de Botánica Sistemática en la Universidad Carolina Ferdinand, donde continuaría su labor investigadora hasta su jubilación en 1893.
Muere a los 74 años de edad de una enfermedad renal, dejando detrás de sí un gran legado científico así como multitud de distinciones de carácter científico y académico como entre otros: consejero del Zar del Imperio ruso, comendador de la Orden de Isabel la Católica de España, comendador de la Orden de Carlos III de España, caballero de la Orden del Mérito del Gran Ducado de Odemburgo o la Medalla de la Sociedad Real de Horticultura de Ámsterdam; siendo además miembro de varias sociedades de Historia Natural como la de Viena, la de Moscú, la Academia Imperial Alemana o la Real Sociedad de Española de Historia Natural entre muchas otras.
Su gran herbario actualmente se encuentra dividido en dos: el material de la península ibérica fue vendido por Willkomm a la Universidad de Coímbra, mientras que su herbario general quedó en el Instituto Botánico de la Universidad de Génova.

## Obra
Willkomm fue un botánico muy prolífico, autor de numerosos artículos, monografías y libros entre los que podemos destacar entre otras:
- 1847 Zwei Jahre In Spanien und Portugal (Dos años en España y Portugal)
- 1861-1880 (Con John Lange) Prodromus Florae Hispanicae seu synopsis methodica omnium plantarum in Hispania sponte nascentium vel frequentos cultarum quoe inortuerunt I, II & III.
- 1881-1892 Ilustrationes Florae Hispaniae Insularumque Balearium...

## Novedades taxonómicas
Autor de numerosos nuevos táxones como los que se indican a continuación como ejemplo:
| - Armeria eriophylla Willk. - Atropa baetica Willk. - Bufonia macropetala Willk. - Centaurea costae Willk. (= Centaurea alba subsp. costae (Willk.) Dostál) - Centaurea langeana Willk. (= Centaurea aristata subsp. langeana (Willk.) Dostál) | - Centaurea cephalariifolia Willk. - Cyclamen balearicum Willk. - Dianthus boissieri Willk. - Genista teretifolia Willk. - Selaginellaceae Willk. |

## Honores

### Epónimos
Géneros
- (Asteraceae) Willkommia Sch.Bip. ex Nyman[1]

- (Poaceae) Willkommia Hack. ex Schinz[2]

Especies
| - (Aceraceae) Acer willkommii Wettst. - (Amaryllidaceae) Narcissus willkommii (Samp.) A.Fern. - (Asteraceae) Aster willkommii Sch.Bip. ex Willk. - (Brassicaceae) Alyssum willkommii R.Roem. ex Willk. - (Campanulaceae) Campanula willkommii Witasek - (Caryophyllaceae) Stellaria willkommii Roem. ex Willk. & Lange - (Caryophyllaceae) Silene willkommiana J.Gay ex Coss. - (Crassulaceae) Sedum willkommianum R.Fernandes - (Cupressaceae) Juniperus willkommii Antoine - (Geraniaceae) Erodium × willkommianum Sünd. - (Globulariaceae) Globularia willkommii Nyman - (Lamiaceae) Teucrium willkommii Porta - (Leguminosae) Trifolium willkommii Chabert | - (Leguminosae) Ulex willkommii Webb - (Malvaceae) Malva willkommiana Scheele - (Plumbaginaceae) Armeria willkommii Henriques - (Poaceae) Brachypodium × willkommii Sennen ex St.-Yves - (Poaceae) Phragmites willkommianus Mabille - (Primulaceae) Anagallis willkommii Sennen - (Rubiaceae) Galium willkommianum Batt. - (Saxifragaceae) Saxifraga willkommii Kuzinsky ex Willk. - (Saxifragaceae) Saxifraga willkommiana Boiss. ex Engl. - (Scrophulariaceae) Euphrasia willkommii Freyn - (Smilacaceae) Smilax willkommii Gand. - (Valerianaceae) Valerianella willkommii Freyn ex Willk. - (Violaceae) Viola willkommii De Roem. ex Willk. |

- La abreviatura «Willk.» se emplea para indicar a Heinrich Moritz Willkomm como autoridad en la descripción y clasificación científica de los vegetales.[29]